# 观澜亭

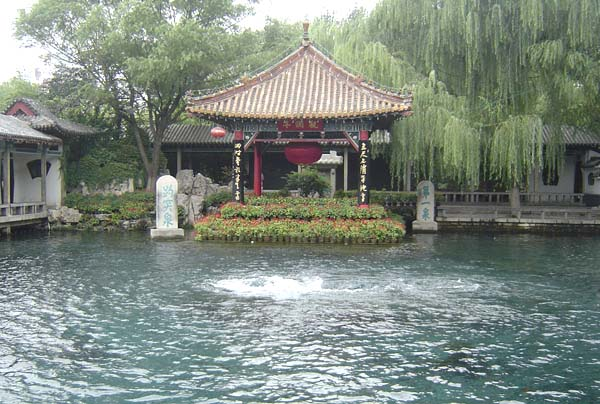
观澜亭与趵突泉

观澜亭位于中国山东省济南市趵突泉泉池西岸。始建于明朝（公元1461年），建造讲究，历来受各代文人所称颂，后改造为四面敞亭。